# Sacré Sale Gosse
Ne doit pas être confondu avec Sales Gosses (film) ou Driving Me Crazy.
Pour plus de détails, voir Fiche technique et Distribution.
Sacré Sale Gosse (Dutch) est un film américain réalisé par Peter Faiman et sorti en 1991.

## Synopsis
Doyle est un adolescent snob, génie de l'informatique et doté d'un caractère infernal qui vit en pension dans un collège privé. Natalie sa mère veut inviter son fils pour les fêtes de Thanksgiving, mais Doyle refuse.
Dutch, le nouveau compagnon de sa mère, décide d'aller le chercher. Leur rencontre est explosive. Ils vont se battre et se haïr. Dutch finit par abandonner Doyle sur la route pour le retrouver après dans un motel où l'adolescent lui casse sa voiture.
Pour poursuivre leur chemin, ils vivent plusieurs aventures qui vont les rapprocher. Devenus les meilleurs amis, ils arrivent enfin à destination.

## Fiche technique
- Titre français : Sacré Sale Gosse
- Titre original : Dutch
- Autre titre anglophone : Driving Me Crazy
- Réalisation : Peter Faiman
- Scénario : John Hughes
- Musique : Alan Silvestri
- Photographie : Charles Minsky
- Montage : Adam Bernardi, Paul Hirsch et Rick Shaine
- Production : Richard Vane et John Hughes
- Société de production et de distribution : 20th Century Fox
- Pays de production :  États-Unis
- Langue : Anglais
- Format : Couleur - Dolby - 35 mm - 1.85:1
- Genre : Comédie
- Durée : 103 minutes
- Dates de sortie :
  - États-Unis : 19 juillet 1991
  - France : inédit en salles

## Distribution
- Ed O'Neill (VF : Jacques Frantz ; VQ : Jean-Marie Moncelet) : Dutch Dooley
- Ethan Embry (VQ : Patrick Duplat) : Doyle Standish
- JoBeth Williams (VQ : Madeleine Arsenault) : Natalie Standish
- Christopher McDonald (VF : Daniel Gall ; VQ : Mario Desmarais) : Reed Standish
- Ari Meyers (VQ : Hélène Mondoux) : Brock
- Elizabeth Daily (VQ : Johanne Léveillé) : Hailey
- L. Scott Caldwell : La femme sans abri
- Kathleen Freeman : Gritzi

 Source et légende : version québécoise (VQ) sur Doublage.qc.ca et VF

## Accueil
Le film reçu de mauvaises critiques à sa sortie en salle mais est rapidement devenu culte à sa sortie en vidéo. En France, il n'est disponible qu'en VHS chez Fox Video.[réf. nécessaire]